# Madison Cawthorn
David Madison Cawthorn, född 1 augusti 1995 i Asheville, North Carolina, är en amerikansk politiker för republikanska partiet som var ledamot av representanthuset för sin delstat från 3 januari 2021 till 3 januari 2023. Han har beskrivit sig själv som kristen och konservativ. 
Under sin kandidatur och tid i kongressen har Cawthorn gjort sig känd för uppviglande retorik och för att sprida konspirationsteorier. Han har sagt att han hade för avsikt att använda sin position för att vara en budbärare snarare än en lagstiftare.
Cawthorn blev förlamad efter en bilolycka 2014 och använder sedan dess rullstol. Han är den yngsta kongressledamoten och den första född på 1990-talet. Cawthorn förlorade sitt omval 2022 till Chuck Edwards.

## Biografi
Cawthorn är son till Priscilla och Roger Cawthorn. Som tonåring arbetade han på en Chick-fil-A restaurang.
År 2014, vid 18 års ålder, skadades Cawthorn när han återvände från en vårlovsresa. Han åkte som passagerare i en BMW X3 nära Daytona Beach, Florida, när hans vän Bradley Ledford somnade vid ratten. Bilen kraschade in i en betongbarriär medan Cawthorns fötter låg på instrumentbrädan. Cawthorn blev delvis förlamad och han använder nu en rullstol.
Under höstterminen 2016 gick Cawthorn på Patrick Henry College och studerade statsvetenskap, men fick mestadels D-betyg och hoppade av. Han sa att hans betyg var låga främst för att hans skador hade stört hans förmåga att lära sig.
Han gifte med Cristina Cawthorn (född Bayardelle) i december 2020. I december 2021 meddelade Cawthorn att de skulle skiljas.
I augusti 2020, under Cawthorns kampanj för kongressen, anklagade flera kvinnor honom för sexuellt aggressivt beteende och sexuella övergrepp.

## USA:s representanthus
Cawthorn är den yngsta republikanen och en av de yngsta medlemmarna som någonsin valts till representanthuset.
Han har sagt att han skulle "vilja vara det republikanska partiets ansikte när det gäller hälso- och sjukvård."
Cawthorn stöder konspirationsteorin att presidentvalet i USA 2020 avgjordes genom fusk. Han har sagt att klimatförändringarna är "minimala". Han är mot rätten till abort, säger att hans inställning till invandring är "konservativ" och motsätter sig ökad vapenkontroll.